# Ораз-ата
Ора́з-ата́ (каз. Ораз ата) — село у складі Келеського району Туркестанської області Казахстану. Входить до складу Біртілецького сільського округу.
Населення — 3045 осіб (2021; 1641 у 2009, 0 у 1999, 983 у 1989).
До 2021 року село називалось Димитрово.